# أوسكار غارسيا غيريرو
أوسكار غارسيا غيريرو (بالإسبانية: Óscar García Guerrero)‏ (12 يوليو 1988 في إسبانيا - ) هو لاعب كرة قدم إسباني في مركز الهجوم. لعب مع نادي أوكلاند سيتي ونادي أونتينيينت ونادي كايرات ونادي ليغانيس ونادي مالقا وCD San Roque de Lepe ‏ وLoja CD ‏ وMoss FK ‏ وRaufoss IL ‏ وAtlético Malagueño ‏ وEgersunds IK ‏.

## وصلات خارجية
- أوسكار غارسيا غيريرو على موقع قاعدة بيانات كرة القدم.إي يو (الإنجليزية)
- أوسكار غارسيا غيريرو على موقع Soccerway.com (الإنجليزية)
- أوسكار غارسيا غيريرو على موقع عالم كرة القدم.نت (الإنجليزية)
- أوسكار غارسيا غيريرو على موقع AS.com (الإسبانية)